# Rolf Georg Otto
Rolf Georg Otto (* 30. April 1924 in Bombay, Indien; † 6. Januar 2003 in Liestal, Schweiz) war ein Schweizer Architekt, der in der Nordwestschweiz und darüber hinaus zahlreiche moderne, oft skulpturale Sichtbeton-Bauten, zum Teil im Stil des Brutalismus schuf. Zu seinen bedeutendsten Bauten gehören der Neubau der Hochschule in St. Gallen und das Kongresszentrum in Lugano.

## Leben
Rolf G. Otto war der Sohn des Elektroingenieurs Paul Arthur Otto und dessen Frau Louise, geb. Leuthard. 1952 heiratete er die Tochter eines Elektrotechnikers, die Malerin Sonja Hersperger. Nach deren Tod 1969 ehelichte er 1986 Rosmarie Guggisberg.
Nach der im Internatsgymnasium von Stans (Kollegium St. Fidelis) erreichten Matura (Typ A, altsprachlich) studierte Otto Architektur an der ETH Zürich, wo er 1949 sein Diplom erhielt. Nach Reisen nach Griechenland und Rom war er zunächst Mitarbeiter im Architekturbüro von Hermann Frey in Olten und bei dem Architekten Bourdillat in Paris. 1952 trat er auf Einladung von Wilhelm Eduard Brodtbeck in das 1901 gegründete, renommierte Büro W. Brodtbeck & Fr. Bohny Arch. in Liestal ein, das Brodtbeck seit 1921 gemeinsam mit seinem Partner Fritz Bohny führte. Der neue Name für die Bürogemeinschaft lautete Bohny & Otto. 1956 schied Fritz Bohny aus Altersgründen aus der Bürogemeinschaft Bohny & Otto aus, Rolf Georg Otto führte das Büro in Liestal fortan unter seinem eigenen Namen. 
Es entstanden, seit 1963 mit dem Teilhaber Peter Müller, in und um Liestal zahlreiche Bauten im modernen Regionalismus, darunter viele Wohnbauten, die deutlich den Einfluss der Architektur von Frank Lloyd Wright zeigen, dem er 1952 persönlich begegnete. Mitarbeiter des Liestaler Büros waren die Architekten Mario Cerri (ab 1966), Andreas Ruegg (ab 1968) und Joachim Geier (ab 1971). 1973 wurde das Liestaler Büro unter der Firmierung Otto + Partner AG in eine Sozietät von Otto, Müller, Ruegg und Geier in die Rechtsform einer Aktiengesellschaft umgewandelt. 
Parallel tat sich Otto 1956 mit Walter Maria Förderer zusammen, ab 1957 hatte das Büro seinen Sitz in Basel. 1958 kam Hans Zwimpfer als Partner hinzu. Die bis 1964 bestehende Bürogemeinschaft Förderer. Otto + Zwimpfer Architekten errichtete mehrere international renommierte Gebäude aus Sichtbeton im seinerzeit modernen Stil des Brutalismus („Beton brut“), darunter das Kongresshaus von Lugano.
1977 gründete Otto ein weiteres Büro in Lugano (Otto + Associati SA, mit Fritz Rüsch als Partner und Leiter) und 1980 in Rheinfelden AG (Otto + Partner AG, mit Cerri als Partner und Leiter). Ruegg, Geier und Cerri übernahmen 1993 die Büros in Liestal und Rheinfelden. 
1996 trat Andri Seipel in das Büro ein und wurde 2002 ebenfalls Partner. Nach dem Tod Ottos 2003 erweiterte sich 2005 der Partnerkreis um den bereits seit 1986 im Büro tätigen Sergio Bianchi und den 2001 eingetretenen Philippe Wälle. Im Jahr 2012 verliess Philippe Wälle das Büro und Reto Koch, der 2010 in das Büro eintrat, wurde in die erweiterte Geschäftsleitung ernannt. Sergio Bianchi tritt im Jahr 2015 aus dem Büro aus, der Verwaltungsrat und die Geschäftsleitung setzt sich neu aus Mario Cerri (CEO), Andreas Ruegg, Andri Seipel und Reto Koch zusammen. Mit diesen neuen Partnern soll die Weiterführung des Büros erfolgen. Trotz wechselnder Struktur und Zusammensetzung existiert das Büro noch heute in der Firmierung Otto Partner Architekten AG. Es gehört nach wie vor zu den grossen Büros in der Nordwestschweiz und hat die Architektur im Kanton Basel-Land massgeblich mitgeprägt.
Otto war Mitglied im Schweizerischen Ingenieur- und Architektenverein (SIA), viele Jahre auch in dessen Vorstand, sowie Mitglied im Bund Schweizer Architekten (BSA). Auch bei der Arealbaukommission, der Kunstkommission und der Kommission für Heimatschutz des Kantons Basel-Landschaft und als Mitglied des Rotary Clubs Muttenz/Wartenberg engagierte er sich. In den 1960er Jahren war er für das Bauwesen zuständiges Mitglied des Liestaler Gemeinderats. In seiner Freizeit reiste er in viele Weltregionen und betätigte sich auch bildhauerisch und zeichnerisch. Neben seinem Faible für die Gestaltungsmöglichkeiten mit dem Baustoff Beton befasste sich Otto intensiv mit dem Verhältnis von Mensch, Raum und Lichtführung. Eine geplante Buchveröffentlichung hierzu blieb unvollendet, jedoch konnte er noch eine Monografie über sich und sein Büro fertigstellen, die kurz vor seinem Tod erschien.

## Auswahl wichtiger Bauten

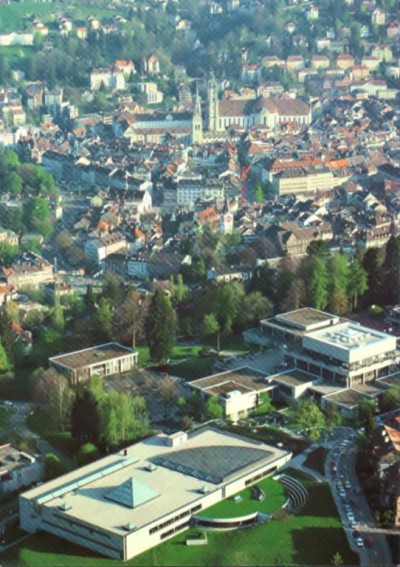
Hochschulgebäude in St. Gallen

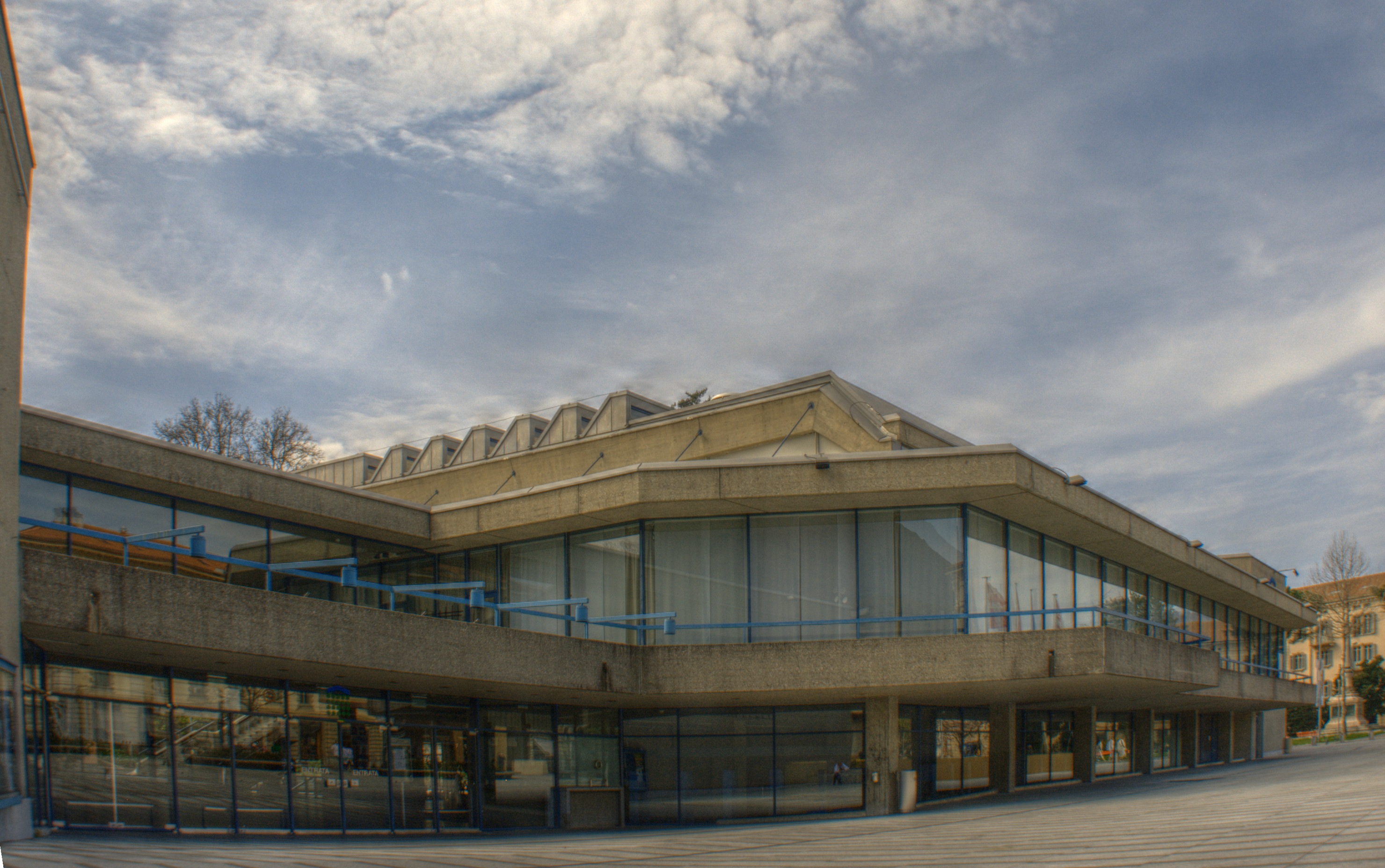
Kongresshaus in Lugano

Das von Otto gegründete Architekturbüro nahm  bisher insgesamt an über 200 Wettbewerben teil und gewann dabei rund 40 mal den 1. Preis. Bis heute (Stand Anfang 2010) hat das Büro weit über 700 Bauten realisiert. Mehrere Bauten wurden als gute Architektur prämiert. Es realisierte diverse Schul- und Sportanlagen, Altersheime, kirchliche Gemeindezentren, Bankgebäude und Industriebauten und war besonders im Liestal prägend, schuf aber auch in der Region und der ganzen Schweiz wichtige Bauten.

### Otto + Partner AG
(Partner: R. G. Otto, P. Müller, A. Ruegg, J. Geier)
- 1991 Schulhaus Sappeten, Bubendorf BL
- 1991 Sanierung Landschule Rösern, Liestal
- 1991 Werkhof Erne AG, Laufenburg AG
- 1990 Gewerbegebäude Sefco AG, Bottmingen
- 1990 Gewerbegebäude Prodega AG, Reinach BL
- 1990 Wettbewerb Kopfbau, Laufenburg AG
- 1989 Bürogebäude Alfa AG, Rheinfelden AG
- 1989 Geschäftshaus La Suisse Igelweid, Aarau
- 1989 Kastenbauhalle Schindler Waggon, Pratteln
- 1988 Umbau und Erweiterung Kaufmännische Schule, Liestal
- 1988 Kultur und Sportzentrum, Pratteln
- 1988 Gemeinde-Werkhof und Feuerwehrhaus, Laufenburg AG
- 1988 Fabrikgebäude Rumpel & Co., Niederdorf BL
- 1987 Gewerbegebäude Wölfer, Füllinsdorf
- 1986 Verwaltungsgebäude der Brauerei Feldschlösschen, Rheinfelden AG
- 1983 Fabrikgebäude Hasler AG, Niederdorf
- 1981 Fabrik und Personalrestaurant Calida AG, Sursee
- 1976 Bau- und Wirtefachschule, Unterentfelden
- Mitte der 1970er Jahre: Aufstockung der Markthalle, Basel (Bautenprämierung des Basler Heimatschutzes 1974/75[1])
- 1974 Verwaltungsgebäude Metallum AG, Pratteln
- 1974 Wettbewerb Gemeindezentrum, Lausen BL
- 1974 Schulanlage Brotkorb, Stein AG
- 1974 Schulanlage Frenke, Liestal

### Büro Rolf Georg Otto
(mit Teilhaber Peter Müller)
- 1972 Hallenbad Liestal
- 1971 Werkhof Gnemmi AG, Liestal
- 1971 Fabrikgebäude Eptingen AG, Eptingen
- 1971 Fabrikationsgebäude Rosenmund AG, Liestal
- 1971 Bürogebäude Holinger AG, Liestal
- 1971 Primarschule, Oberdorf
- 1970 Terrassensiedlung Obere Burghalde, Liestal
- 1970 Autocenter Böhi AG, Liestal
- 1970 Gemeindezentrum und Post, Augst
- 1970 Pfarrhaus und Alterswohnungen, Augst
- 1970 Kongresszentrum (Palazzo dei Congressi) in Lugano; Projektleitung: Michael Alder
- 1969 Betriebsgebäude Elektra Baselland, Liestal
- 1968 Fabrik- und Bürogebäude Gysin AG, Oberdorf BL
- 1968 Turn- und Schwimmhalle, Frenkendorf
- 1968 Realschule, Frenkendorf
- 1967 Telefonzentrale Altmarkt, Liestal
- 1967 Postgebäude, Muttenz
- 1967 Personalrestaurant Knoll AG (Arzneimittelhersteller, heute zu Abbott Laboratories), Liestal
- 1967 Bürogebäude Jtin + Kipfer, Liestal
- 1966 Wohn- und Geschäftshaus Hochuli AG, Muttenz
- 1966 Wohn- und Geschäftshaus Rathausstr. 55, Liestal
- 1966 Bank- und Wohngebäude St. Jakobs-Str. 2, Muttenz
- 1966 Kaufmännische Berufsschule, Liestal
- 1965 MFH Knoll AG, Liestal
- 1965 MFH Hochhaus Knoll AG, Liestal
- 1965 Fabrik Schindler Waggon AG, Pratteln
- 1964 Hotel mit Kongresszenter „zum Wilden Mann“, Liestal
- 1960/64 (Einweihung 1966): Brunnmattschulhaus, Basel (mit Förderer und Zwimpfer; heute eingetragen im Inventar der schützenswerten Bauten[2][3])
- 1961 Primarschule, Lausen
- 1959 Mädchen-Erziehungsheim Röserntal, Liestal
- 1959 (1957–63) Neubau der Hochschule für Wirtschafts- und Sozialwissenschaften, St. Gallen (mit Förderer und Zwimpfer)
- 1958 Mehrfamilienhaus Personalfürsorgestiftung Hanro AG, Liestal
- 1957 Projekt Wohnsiedlung Frenkenbündten, Liestal
- 1952 Gebäudeversicherung Baselland, Liestal
- 1952 Realschule, Sissach